# Tchati-Bali
Tchati-Bali o Tchatibali es una comuna camerunesa perteneciente al departamento de Mayo-Danay de la región del Extremo Norte.
En 2005 tenía 32 063 habitantes, de los que 7482 vivían en la capital comunal homónima.
Se ubica unos 50 km al sureste de Kaélé, junto a la frontera con Chad.

## Localidades
Comprende, además de la ciudad de Tchati-Bali, las siguientes localidades:
- Boubayé
- Dadjamka
- Damdama
- Djaolani
- Donrossé
- Doudoula
- Doueye
- Doukoula
- Gouna
- Kéda
- Labalga
- Lara
- Mandjakma
- Mantikerléké
- Mogom
- Nimboré
- Oulargo
- Saouringwa
- Sirlawé
- Tiliga
- Touksou
- Werfao
- Wibiwa
- Youeye
- Zouey